# Абатство Святого Ламбрехта
Абатство Святого Ламбрехта (нім. Stift St. Lambrecht) — бенедиктинський монастир в с. Санкт-Ламбрехт, що знаходиться в природному парку Гребенцен в Штирії, Австрія. Монастир розташований на висоті 1 072 м над рівнем моря. Як літню резиденцію використовували замок Шахенштайн.
Монастир був заснований у 1076 р., з 1786 р. по 1805 р. був розпущений. У 1938 р. будівлі монастиря були захоплені Націонал соціалістами. З 1942 р. по 1945 р. він використовувався як склади для концентраційного табору Маутхаузен. Монахи повернулися до монастиря у 1946 р.
В межах монастиря розташовано дві кірхи: Grosskirche («велика кірха», також відома як монастирська кірха) і Kleinkirche («мала кірха», також відома кірха Св. Петра). В ході реставраційних робіт на початку 1970-х років на північній стіні Grosskirche були відкриті чудові фрески датовані другою половиною XV ст. на яких зображений трон царя Соломона. На інших фресках, що датуються XIV ст., зображені Св. Христофор та Св. Агнеса.